# Cimetière de Haydarpaşa
Haydarpaşa Cemetery (turc : Haydarpaşa İngiliz Mezarlığı) est situé dans le quartier de Haydarpaşa du district d'Üsküdar dans la partie asiatique d'Istanbul, en Turquie. C'est un cimetière créé initialement pour le personnel militaire britannique qui a participé à la guerre de Crimée (1853-1856). Le cimetière abrite entre autres des tombes de soldats du Commonwealth tombés lors des deux guerres mondiales ainsi que des personnes civiles de nationalité britannique. 

## Tombes de la guerre de Crimée

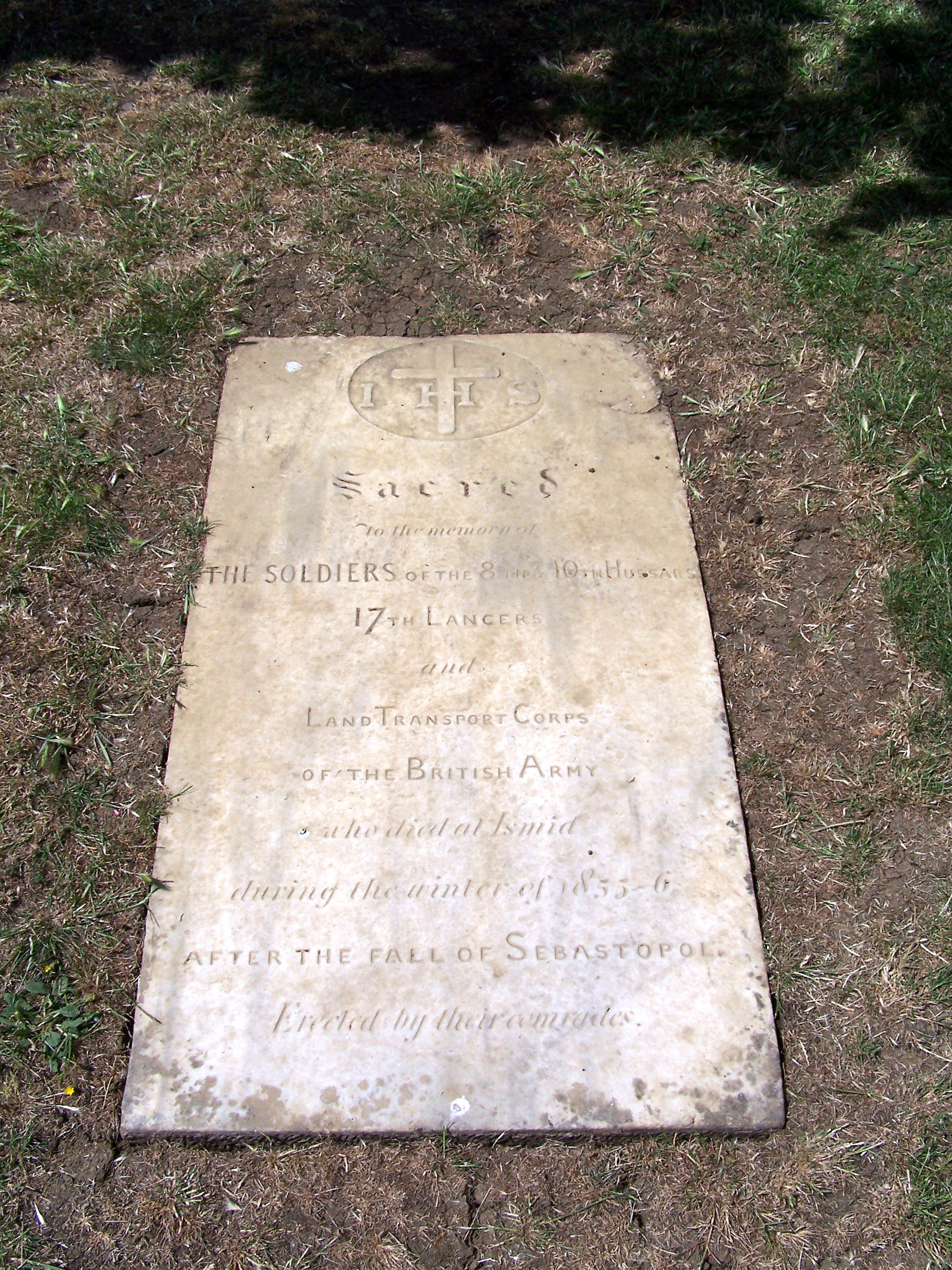
Tombe d'un soldat britannique mort pendant la guerre de Crimée

Le cimetière a été créé pour les soldats britanniques de la guerre de Crimée, dont une majorité de soldats sont décédés à la suite d'une épidémie de choléra dans l'hôpital militaire adjacent de la caserne de Selimiye, qui fut organisée par Florence Nightingale. On estime qu'environ 6 000 soldats sont morts pendant la guerre dans la caserne Selimiye. Les tombes des morts, dont seules quelques-unes sont marquées aujourd'hui, ont été placées sur deux parcelles distinctes sur une colline près de la mer de Marmara à côté de l'hôpital militaire. Le terrain, anciennement propriété du sultan Soliman le Magnifique (1495-1566) a été donné au gouvernement britannique en 1855. Les deux parcelles ont été liées en 1867 par une deuxième concession foncière. 

 Un obélisque a été érigé en 1857 pendant le règne de la reine Victoria (1819–1901) dans le cimetière pour commémorer les soldats britanniques de la guerre de Crimée. En 1954, une plaque de bronze, fixée par la communauté britannique en Turquie sur le socle du Mémorial de Crimée fut dévoilée le jour de l'Empire (aujourd'hui appelé « journée du Commonwealth »), pour célébrer le 100e anniversaire des services infirmiers de Florence Nightingale dans cette région. Elle porte l'inscription suivante : 
 « To Florence Nightingale, whose work near this Cemetery a century ago relieved much human suffering and laid the foundations for the nursing profession. »  [À Florence Nightingale, dont le travail près de ce cimetière il y a un siècle a soulagé de nombreuses souffrances humaines et a constitué le fondement de la profession infirmière.] 
 Parmi les autres monuments du cimetière se trouvent une colonne, symboliquement brisée, érigée à la mémoire des officiers des unités de Chasseurs à pied allemands tombés en Crimée et un mémorial britannique érigé en 1855, initialement dans le cimetière de Therapia dédiée à la guerre de Crimée (aujourd'hui Tarabya, dans la partie européenne d'Istanbul), mais qui fut transféré avec les tombes de 18 membres du personnel de la Royal Navy et des Royal Marines morts dans le manoir du sultan à Therapia, qui avait été converti en hôpital militaire.  

## Tombes de civils
Depuis 1867, plus de 700 civils ont été inhumés dans une section distincte du cimetière. Parmi eux se trouve la tombe de Sir Edward Barton, ambassadeur britannique de la reine Élisabeth Ire (1533-1603) à la Sublime Porte entre 1588 et 1596, décédé en 1598 sur l'île de Heybeliada dans la mer de Marmara, dont les restes furent transférés a posteriori. Une chapelle à la mémoire de Sir Nicholas O'Conor-Don, ambassadeur britannique auprès de l'Empire ottoman de 1898 à 1908, se trouve dans la même section du cimetière. 
Certaines tombes militaires qui ne datent pas de la guerre mondiale se trouvent également dans cette section.

## Tombes militaires du XXesiècle

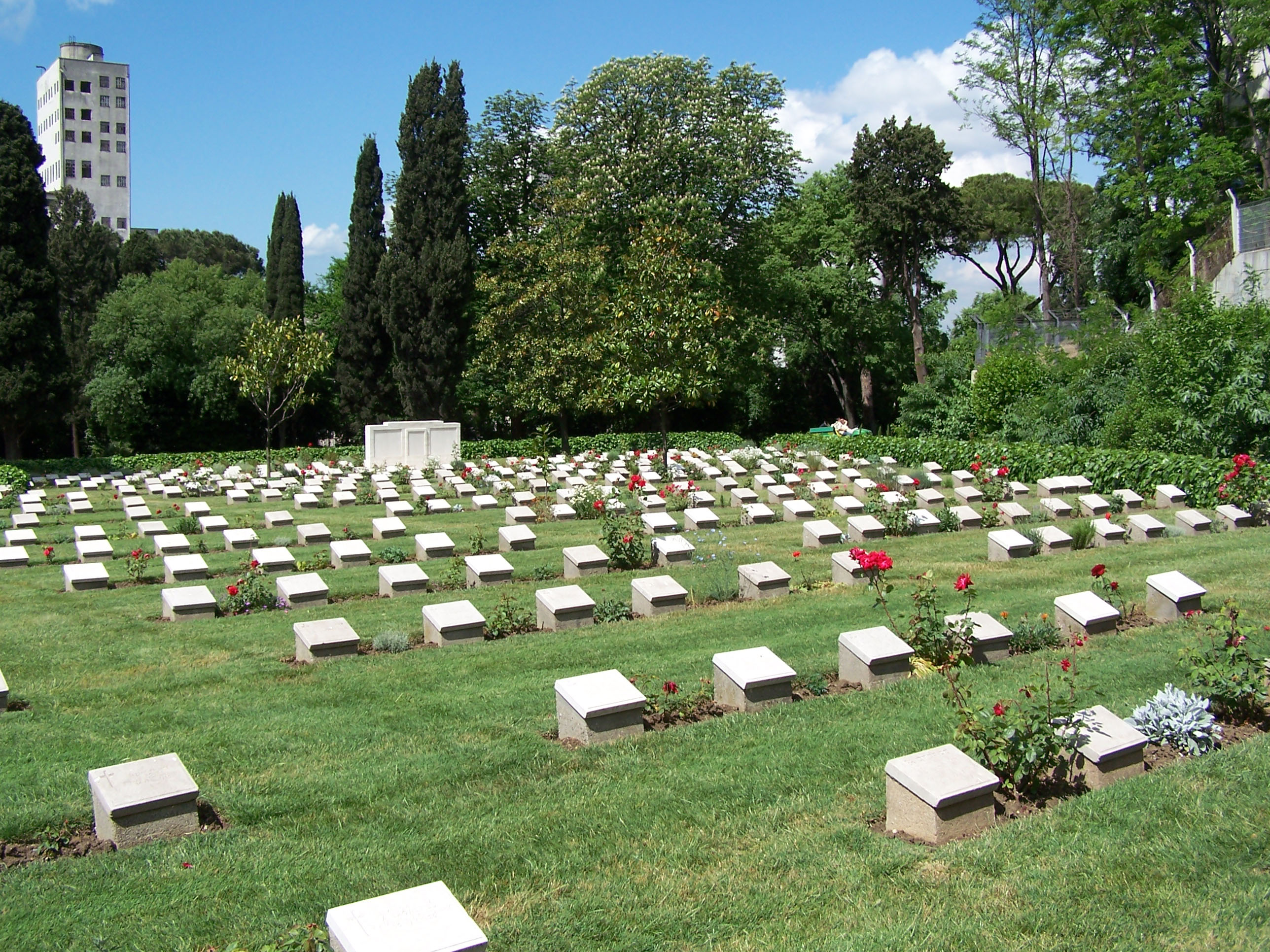
Tombes militaires de la Première Guerre mondiale dans le cimetière

Il y a 407 tombes de militaires de la Première Guerre mondiale, décédés en Turquie principalement comme prisonniers de guerre ou certains pendant l'occupation d'Istanbul (1918 à 1923) après l'armistice de Mudros. 
Un mémorial de cette partie du cimetière commémore 122 soldats de l'armée indienne décédés en 1919 et 1920 qui étaient à l'origine commémorés aux cimetières de Mashiak et d'Osmanieh à Istanbul. En 1961, lorsque ces cimetières ne pouvaient plus être entretenus, les cendres des hindous, dont les restes ont été incinérés conformément à leur foi, ont été dispersées près de ce mémorial, tandis que les restes de leurs camarades de confession musulmane ont été apportés ici et ré-enterrés.  
On trouve également un monument qui commémore plus de 30 militaires du Commonwealth tombés pendant la Première Guerre mondiale lors de combats en Russie du Sud, en Géorgie et en Azerbaïdjan, mais aussi lors d'opérations post-armistice en Russie et en Transcaucasie et dont les tombes sont inconnues. Enfin un addenda à ce monument a ensuite été apposé pour commémorer les victimes du Commonwealth qui sont enterrées dans des cimetières du sud de la Russie et de la Transcaucasie, mais dont les tombes ne peuvent plus être entretenues. Ainsi, il y a maintenant plus de 100 victimes du Commonwealth commémorées par ce monument.     
Pendant la Seconde Guerre mondiale, la Turquie a inhumé des corps retrouvés sur la côte turque d'hommes faits prisonniers lors d'opérations dans la mer Égée ou décédés en tentant de s'échapper des camps où ils attendaient d'être transportés en Allemagne et en Italie. Il y a 39 sépultures de la Seconde Guerre mondiale, dont 14 non identifiées.